# Chai Xianghua
Chai Xianghua  (en japonés: チャイ・シャンァ, Romanización: Chai Shanfa, en chino: 柴香華), o simplemente como Xianghua,  es un personaje ficticio de la de videojuegos de lucha Soulcalibur.
Xianghua debutó en el primer Soulcalibur con un estilo de espada Wushu chino maravillosamente fluido, y fue una fuerte representación de la calidad de animación perfecta de Soulcalibur. Su estilo era sin duda uno de los estilos de lucha más fluidos jamás vistos en un juego de lucha cuando apareció por primera vez. 
Su personalidad es linda, burbujeante, y puede ser un poco tonta a veces. Es un personaje agradable en general y su personaje ofrece algo único de la serie. Xianghua solo se ha fortalecido como diseño a medida que pasa el tiempo, y se ha convertido en un elemento básico de la serie, en Soulcalibur V su hija Leixia ocupa su lugar.

## Biografía
Durante generaciones, los antepasados de Xianghua de la familia Chai han convertido a hombres y mujeres en guerreros experimentados de China. Una mujer llamada Xiangfei fue enviada al prestigioso Templo Ling-Sheng Su para aprender la espada con el Jian. Después del fallecimiento de su padre, Xiangfei forjó un romance prohibido con Kong Xiuqiang, un monje que iba a heredar del sagrado personal de los bo, el Kali-Yuga. Después de que su hija mayor ilegítima, Xianglian, fuera tomada de sus padres en su segundo cumpleaños, Xiangfei se sintió demasiado afligida como para permanecer en el templo. Han Dongxiu, su hermano jurado, ayudó a Xiuqiang a escabullir la espada sagrada de Krita-Yuga a su amante, para que sirviera como una promesa de que los dos algún día volverían a encontrarse. Xiangfei, embarazada de otra niña, abandonó el templo en secreto para convertirse en miembro delLa Guardia Imperial secreta de la Dinastía Ming, el Jinyiwei. Meses después, dio a luz a su hija menor, Xianghua, pero nunca le reveló nada sobre el padre de la niña o su linaje. Para entonces, el templo había descubierto que Xiuqiang había robado el Krita-Yuga y que estaba exiliado, pero Xianglian debía permanecer allí para ser entrenado como huérfana. Xiuqiang finalmente descubrió el paradero de Xiangfei, pero la familia Chai le pidió que la dejara sola. A medida que pasaba el tiempo, Xianghua había aprendido a usar Krita-Yuga tan bien como su madre, y Xiangfei murió después de cumplir 11 años. Cinco años después, la propia Xianghua se convirtió en miembro de la Guardia Imperial.
Antes de los eventos de Soulcalibur, el Emperador se disgustó con la búsqueda de la legendaria "Espada del héroe" (realmente Soul Edge), por lo que envió a miembros de su Guardia para ayudar a avanzar en la búsqueda. Los guardias viajarían encubiertos bajo la apariencia de una compañía de ópera itinerante, con Xianghua como la atracción principal. Mientras Xianghua se prepara para su viaje, recuerda las últimas palabras de su madre de que nació para completar una tarea importante y abrir un camino a través de un futuro incierto. Con el recuerdo de su madre, Jian, Xianghua se fue sola después de cortarse el pelo. En su viaje, se encuentra con un miembro de Ling-Sheng Su, Kilik, y un pirata de Ryūkyū, Maxi decidida la verdadera naturaleza malvada de la espada por Kilik, ella acepta ayudarlos a ambos en su búsqueda para destruirla, sin saber que su hermana mayor Xianglian había sido accidentalmente asesinada por Kilik cuando fue consumido por una furia al estilo berserker. Juntos, asaltan el castillo de Ostrheinsburg infestado de maldad en Europa cuando Maxi se queda atrás y derrota a Astaroth, desapareciendo poco después, mientras Kilik y Xianghua matan a las hordas de demonios y alcanzan Soul Edge. Kilik usa su Kali-Yuga para derrotar a Nightmare, pero inmediatamente después, Xianghua es empujado a un vacío etéreo para enfrentar Inferno. Su arma se revela como la espada sagrada y Xianghua derrota a Inferno después de una lucha feroz. Cuando el vacío comenzó a colapsar, ella saca a Kilik de allí, aunque su espada queda atrás. Un hombre misterioso la premia con un jian sin nombre a cambio de la gran obra que ha hecho. Xianghua mantiene su papel en el secreto de destrucción de Soul Edge y nunca lo informa, pero es despojada de su rango y reasignada a una posición de baja categoría por su fracaso para recuperar la "Espada del Héroe".
Cuatro años después (la línea de tiempo de Soulcalibur II, Soulcalibur III y Soulcalibur IV), le llegan noticias de que el Emperador destruyó y masacró a Xiwei, el centro de gobierno en el territorio occidental del Imperio bajo la justificación pública de una revuelta, creyendo que la fortaleza le había estado ocultando Soul Edge. Le pide a Xianghua que investigue las ruinas ya que su experiencia podría ser útil para localizar la espada. Aunque creía que había destruido Soul Edge, se rumorea que existen piezas de este lugar, por lo que Xianghua decide encontrar cada fragmento y destruirlos. Se fue sola en un segundo viaje, convencida de que era una carga que tenía que soportar después de que no pudo destruir Soul Edge por completo la primera vez. Durante su aventura, Xianghua se reúne con Kilik, quien es atacado y gravemente herido por Zasalamel. Xianghua lo lleva de regreso a su casa y, después de dejar una carta para él, ella sale en busca de un viejo general queEdge Master ha arreglado que ella se encuentre. Al entrenar con el general, las habilidades de Xianghua mejoran significativamente, pero no puede librarse de una abrumadora sensación de insuficiencia debido a su incapacidad para ayudar a Kilik. Siguiendo el sabio consejo del general, ella comienza a entrenar su mente para que se vuelva más fluida y permita que su corazón filtre tanto lo bueno como lo malo. Después de meses de entrenamiento, siente que estaba lista y se despide del general, comenzando nuevamente su viaje para luchar sola. Mientras viaja al oeste por la Ruta de la Seda , se reúne con Kilik. Juntos viajan a la India para encontrar a Maxi, pero él no se une a ellos. Xianghua jura destruir el Soul Edge correctamente y de una vez por todas.
Unos años más tarde, Xianghua nuevamente se reúne y se conecta con Kilik, pero considera que esto es el resultado de un destino desafortunado y finalmente desaparece. Al regresar a su tierra natal con el corazón roto, Xianghua se da cuenta de que está embarazada. Sin embargo, su abuelo y patriarca de la casa de Chai está furioso por esto, ya que Xianghua es la segunda generación de mujeres de una familia tan distinguida que tiene el hijo de un hombre desconocido, y se le ordena matar al niño y casarse con otra familia, Xianghua es rescatado por el heredero de la familia Yan, Yan Wujin, quien emite una condición para casarse con Xianghua y no revelar el escándalo, para permitir que el niño, un niño llamado Xiba, viva (Xiba fue criado por Kong Xiuqiang). Más tarde le dio a Wujin una hija llamada Leixia (Personaje Soulcalibur V).
Un joven Xianghua regresa en el juego de reinicio Soulcalibur VI.

## Recepción
El personaje ha sido muy bien recibido por los críticos del juego y se ha destacado por su atractivo sexual. Tanto David Rakoff de The New York Times como Darek Pasturczak de Wirtualna Polska la llamaron "hermosa pero mortal". La revista Dreamcast la clasificó como la séptima mejor "chica en Dreamcast" en el 2000, comentando: "Con un sabor oriental a sus movimientos y estilo, Xianghua es un poco descarada a pesar de que se ve dulce e inocente ". Dave Kosak de GameSpy bromeó diciendo que una mejor traducción de la victoria de Xianghua podría ser "¿No quieres lamerme de arriba abajo como una paleta? "Shane Petterson describió su obra de arte oficial para Soulcalibur IV como "joderte con los ojos". John Llewellyn Martin de Arcade Sushi llamó a Xianghua uno de los "personajes más queridos" de la serie y Alex Jaffe de Kotaku la incluyó entre "los mejores personajes de lucha del mundo".
Según Jesse Schedeen de IGN, "Xianghua puede ser tradicional en algunos aspectos, pero ciertamente no se viste así. Tiene uno de los trajes más únicos en Soulcalibur IV, una mezcolanza de diferentes modas orientales que se unen en una sexy mira. Nunca antes un héroe de kung fu había sido tan bebé". En 2014, Julia Cook de Paste clasificó a Xianghua como la segunda "dama mejor vestida" en todos los videojuegos por su colección de variados "atuendos ajustados con atuendos femeninos y fluidos" de "capris de colores brillantes debajo de vestidos o túnicas, a veces con una elegante tiara "en los primeros juegos para" una combinación más masculina de blazer y shorts para Soulcalibur IV.
GamePro, por otro lado, criticó su aspecto que "no puede matar" en comparación con los diseños de los otros personajes femeninos de Soulcalibur II. Algunos, como Kosak de GameSpy y Nate Ming de Crunchyroll, también expresaron molestia por el " acento Flatbush apenas reprimido" de Wendee Lee en las versiones en inglés.
Soulcalibur V fue ampliamente criticado por eliminar a varios personajes clásicos favoritos de los fanáticos, incluido Xianghua. Sin embargo, Thomas Nickel de Eurogamer Alemania opinó que Leixia "representa un reemplazo equivalente de Xianghua".